# Église Saint-Martin de La Croix-du-Perche
L'église Saint-Martin est une église catholique située à La Croix-du-Perche, en France.

## Localisation
L'église est située dans le département français d'Eure-et-Loir, dans la commune de La Croix-du-Perche.

## Historique

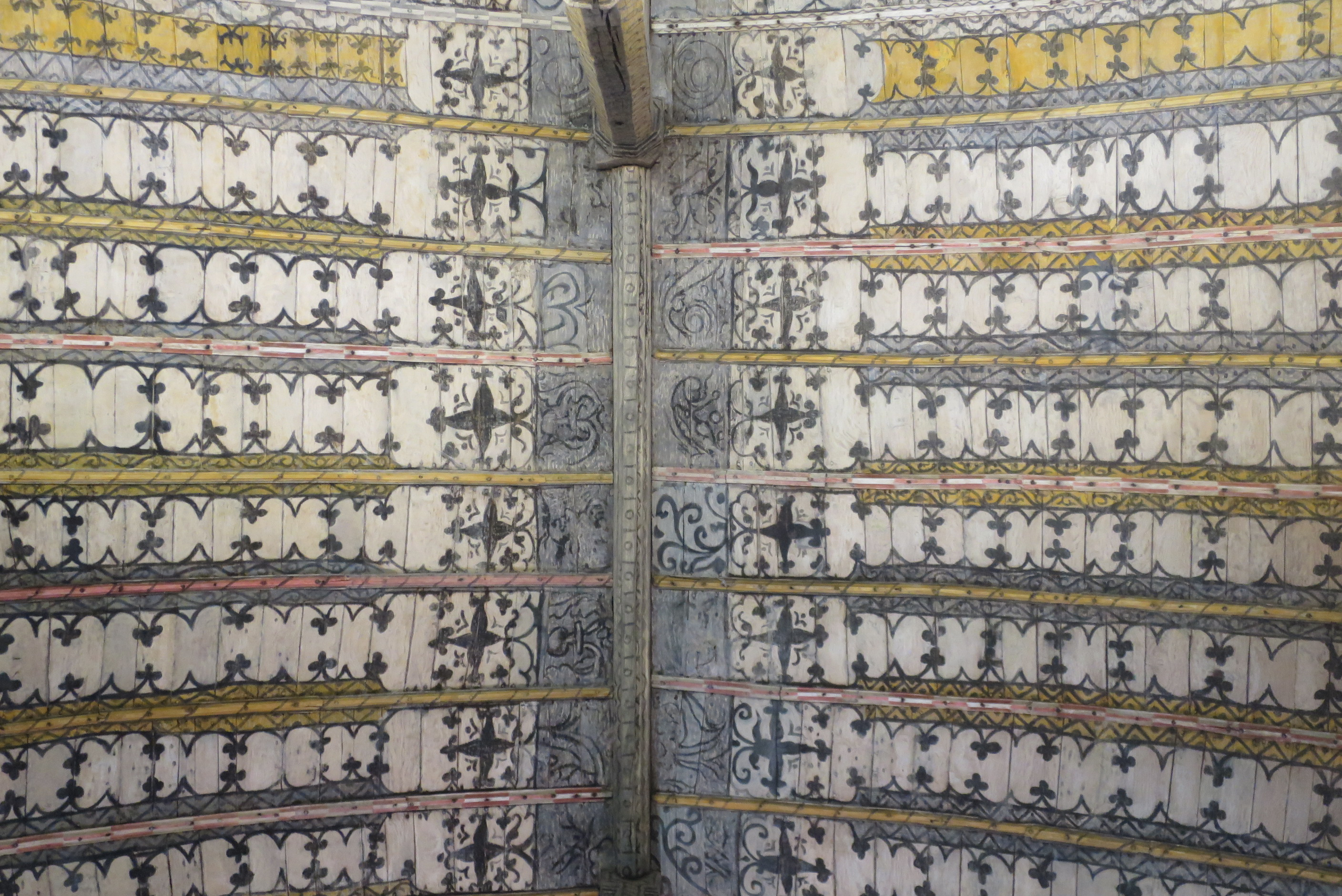
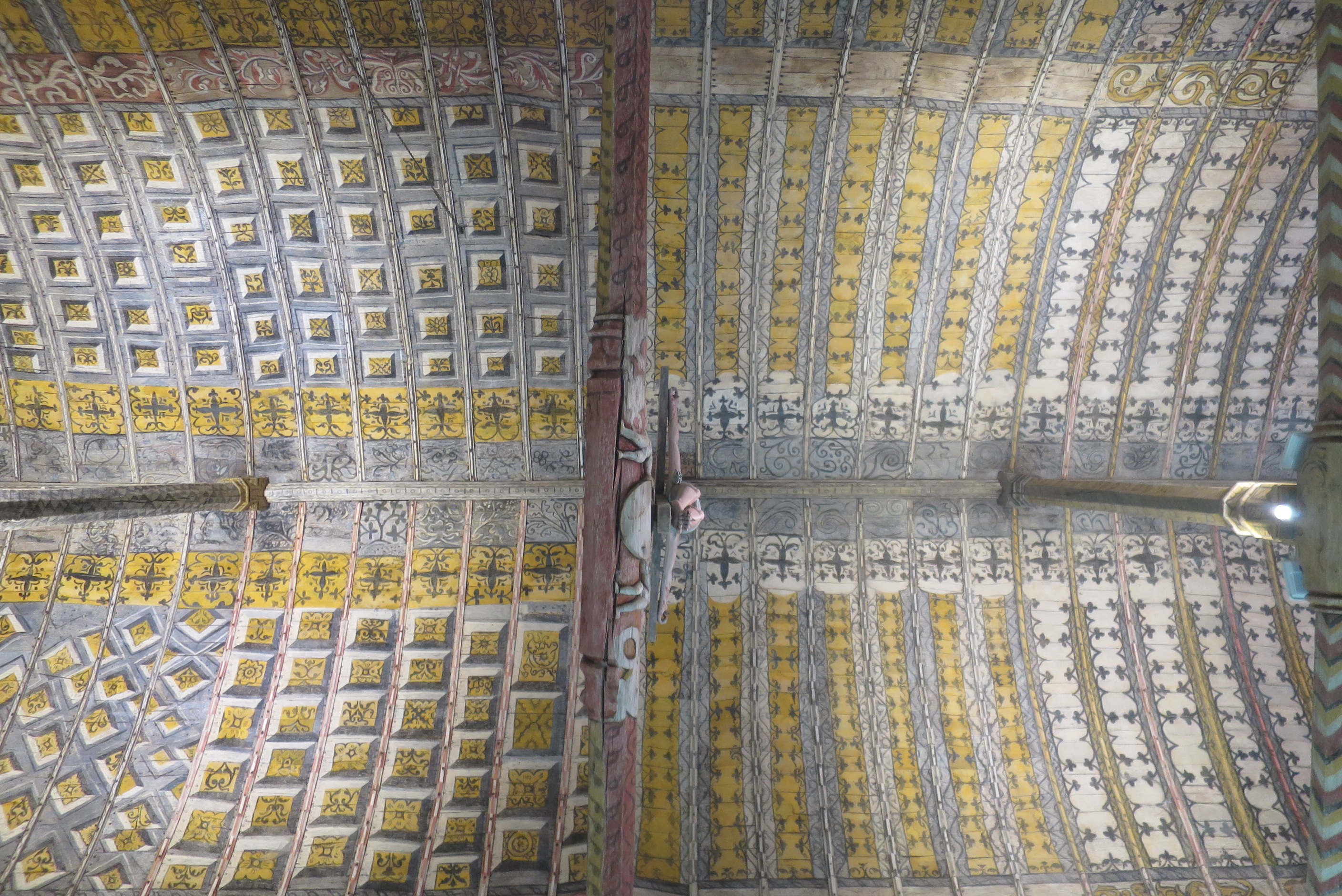
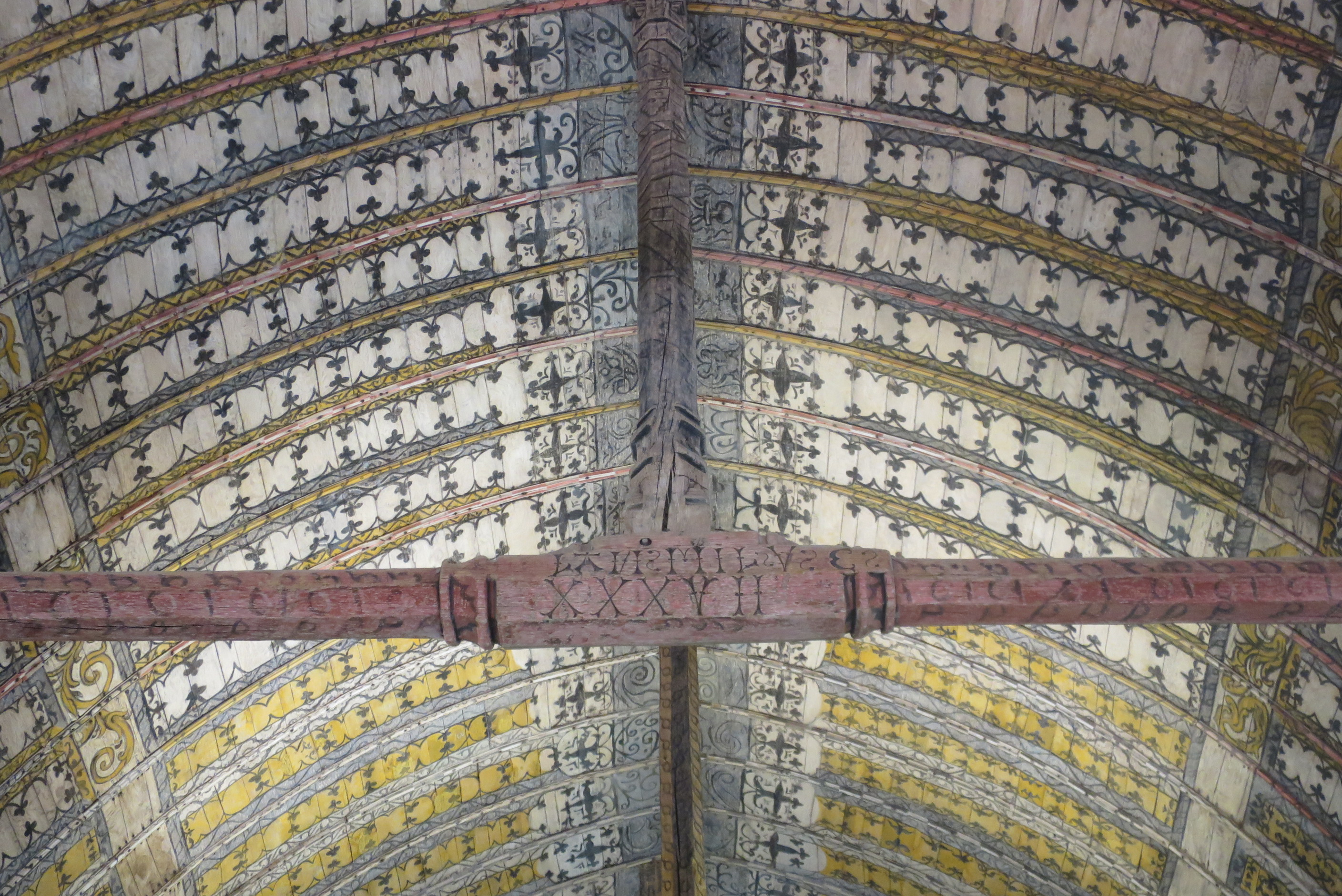

L'église Saint-Martin de La Croix-du-Perche, composée d'une nef unique sans bas-côtés, date du XIIe siècle. À cette date, l'église est la chapelle d'un prieuré fondé vers 1250 par l'abbaye de la Sainte-Trinité de Tiron. L’église ne devient paroissiale qu'au départ des moines, vers la fin du XVIe siècle.
Le monument est remarquable pour sa charpente du XVIe siècle, entièrement ornée de peintures datées de 1537.
L'édifice est classé monument historique en 1934.

L'intérieur de l'église Saint-Martin
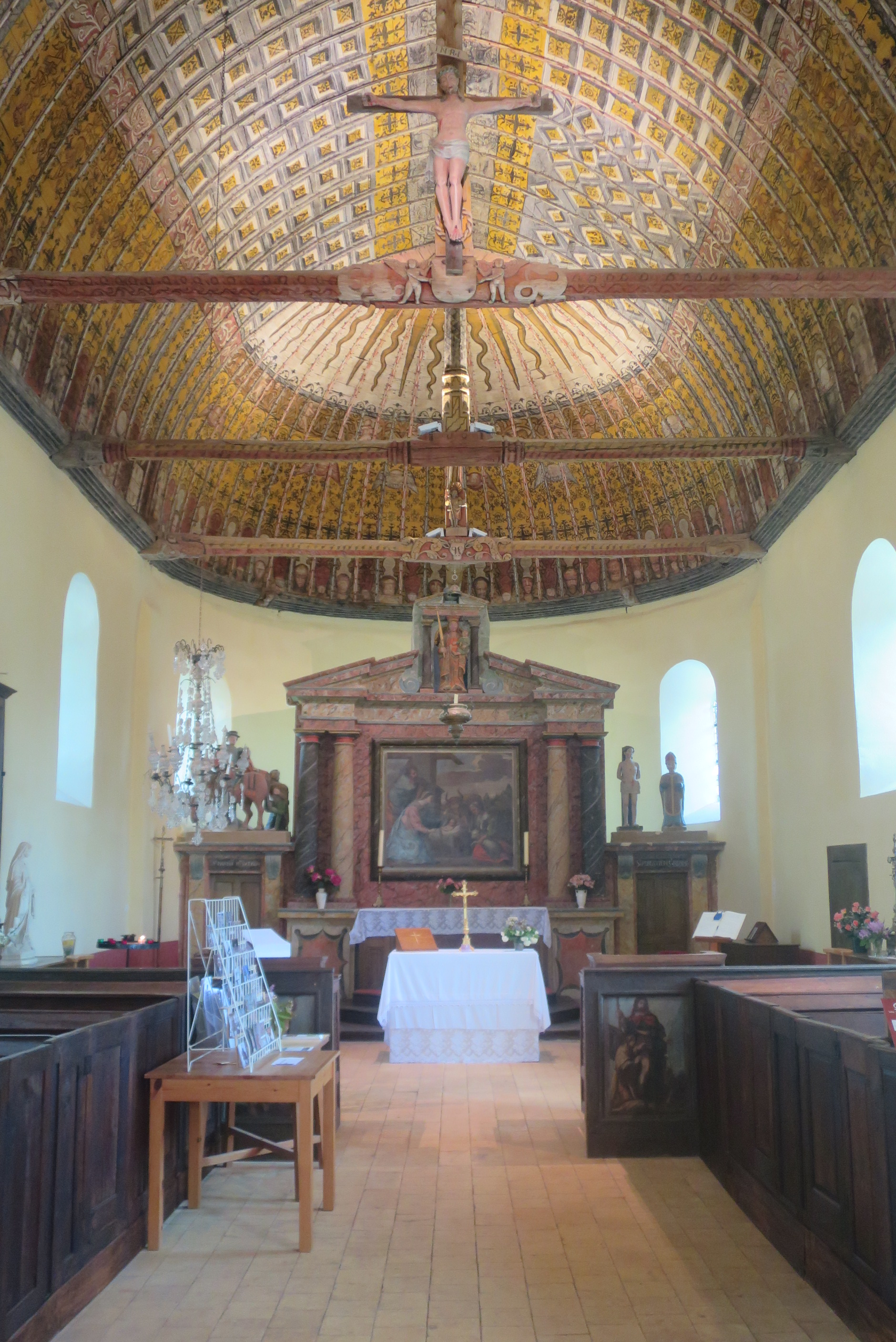
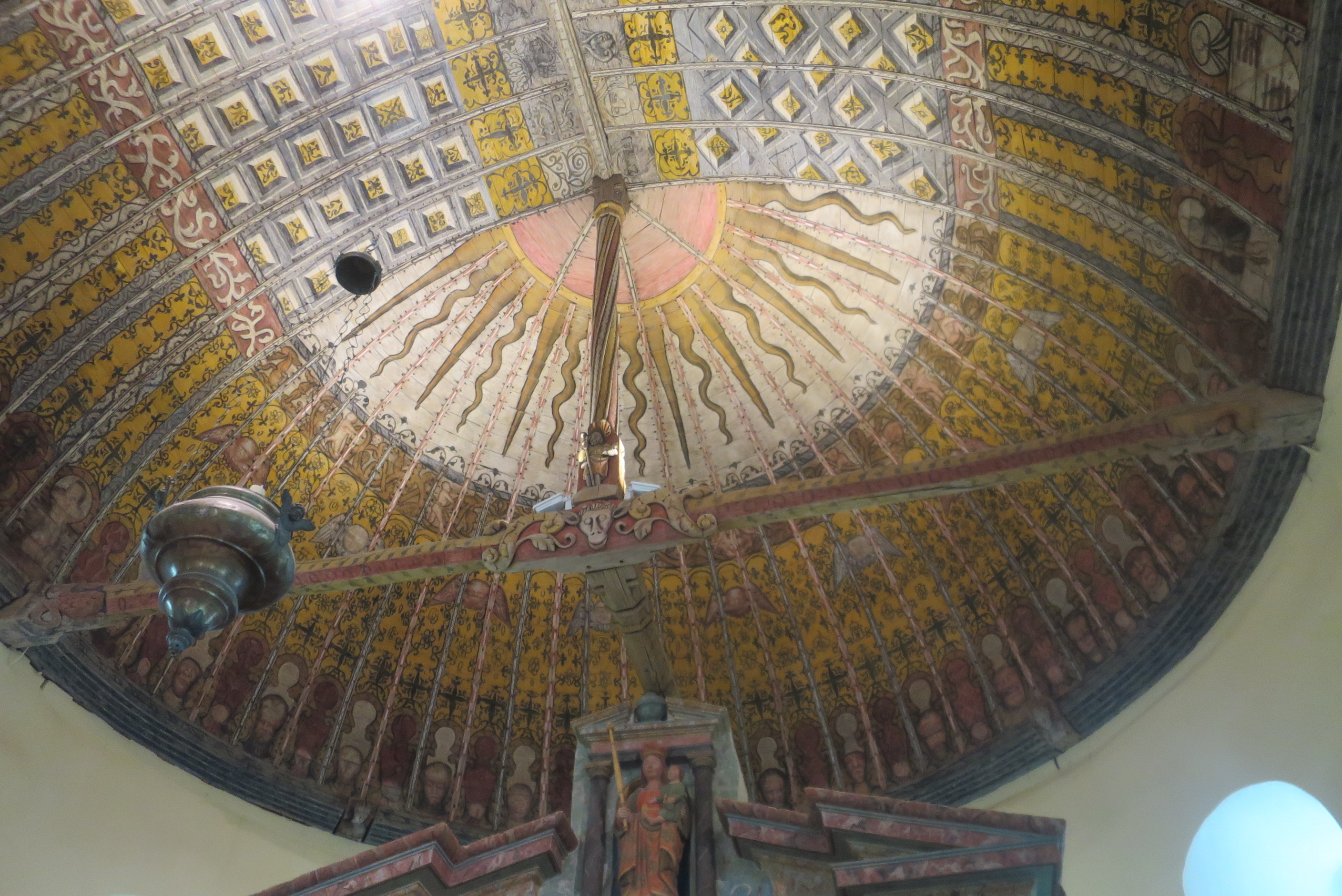
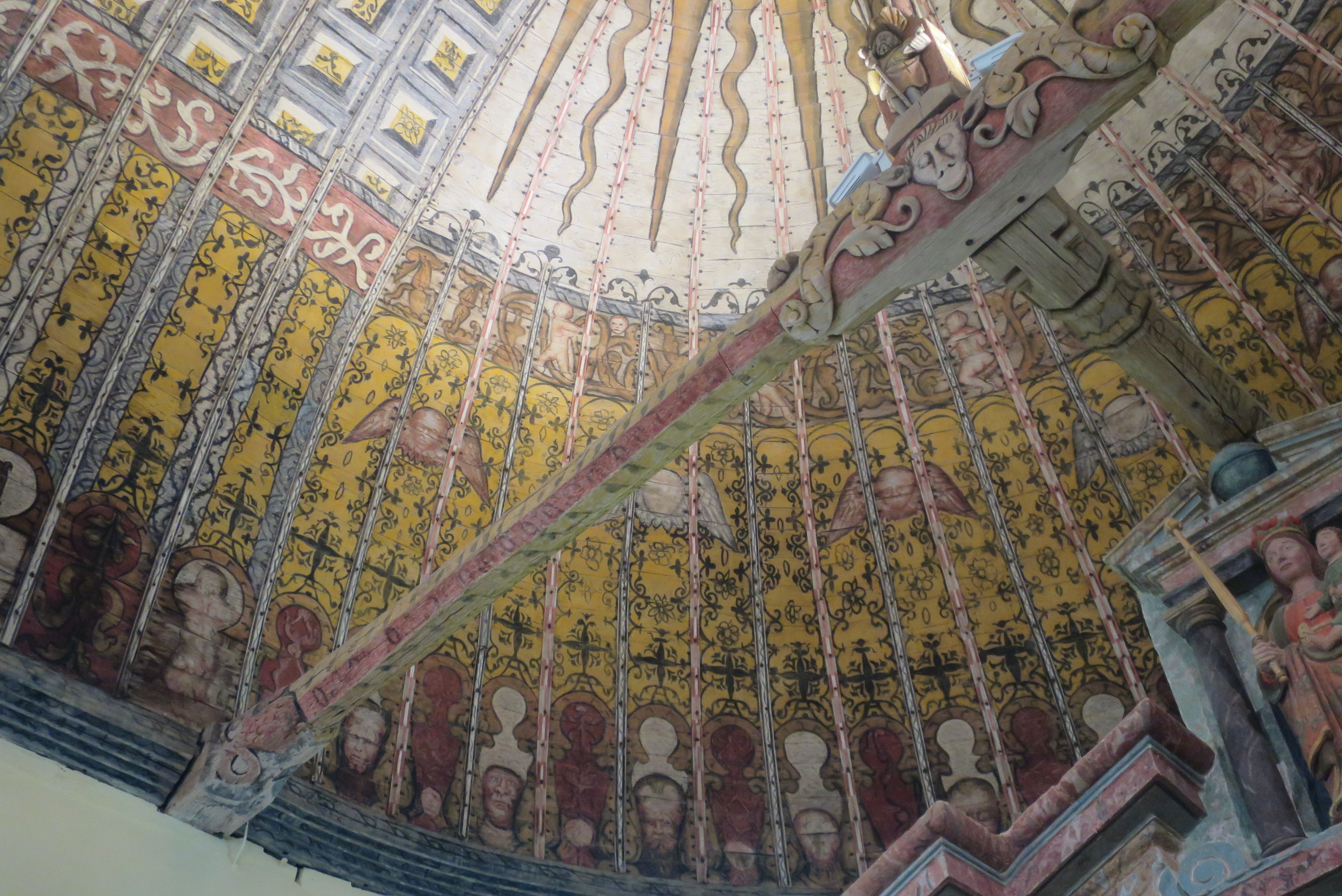

## Paroisse et doyenné
L'église Saint-Martin de La Croix-du-Perche fait partie de la paroisse Saint Lubin du Perche, rattachée au doyenné du Perche.